# Köpetdag Aszchabad (futsal)
Köpetdag Aszchabad – turkmeński klub futsalowy z siedzibą w mieście Aszchabad, obecnie występuje w najwyższej klasie rozgrywkowej Turkmenistanu. Klub reprezentuje Ministerstwo Spraw Wewnętrznych Turkmenistanu. Jest sekcją futsalu w klubie sportowym Köpetdag Aszchabad.

## Sukcesy
- Mistrzostwo Turkmenistanu (1): 2018[2]
- Superpuchar Turkmenistanu (1): 2019[3][4]